# اولو
شهر اولو(به مجاری: Üllő) در پِشت در کشور مجارستان واقع شده‌است. جمعیت این شهر ۱۰٫۴۲۳ نفر  است.